# Isolante di Mott
Gli isolanti di Mott sono una classe di materiali isolanti che sono tali per effetto dell'interazione tra gli elettroni del materiale. Per questi materiali la teoria a bande per elettroni non interagenti predirebbe un comportamento da conduttore elettrico, ma sperimentalmente è stato verificato il comportamento opposto: questo effetto è infatti dovuto all'interazione elettrone-elettrone, che non viene presa in considerazione nella formulazione della convenzionale struttura a bande.

## Storia
Benché la teoria a bande dei solidi abbia avuto molti successi nella descrizione delle varie proprietà elettriche dei materiali, nel 1937 Jan Hendrik de Boer e Evert Johannes Willem Verwey posero l'attenzione della comunità scientifica sul fatto che un cospicuo numero di ossidi dei metalli di transizione, dei quali si prevedeva un comportamento da conduttori secondo la teoria a bande, fossero di fatto degli isolanti. Nevill Mott e R. Peierls in seguito predissero che questa anomalia poteva essere spiegata includendo l'interazione tra gli elettroni.
Nel 1949, in particolare, Mott propose un modello per NiO come un isolante, nel quale la conduzione poteva essere capita tramite la formula:
(Ni2+O2-)2 {\displaystyle \rightarrow } Ni3+O2- + Ni1+O2-
In questa situazione la formazione di un gap di energia che impedisce la conduzione è dovuto alla competizione tra il potenziale Coulombiano U tra gli elettroni dell'orbitale 3d, contro l'integrale di trasferimento t degli elettroni 3d dagli atomi vicini (l'integrale di trasferimento è una parte della approssimazione tight-binding). Il salto totale di energia è quindi:
Egap = U - 2zt
dove z è il numero di atomi primi vicini.
In generale, un materiale è isolante di Mott quando il potenziale repulsivo Coulombiano U è grande abbastanza da creare un salto di energia.
Una delle più semplici teorie sugli isolanti di Mott è data dal modello di Hubbard.

## Applicazioni
Gli isolanti di Mott suscitano un interesse sempre crescente nella ricerca in fisica ed essi non sono stati ancora completamente compresi. Possono avere applicazioni nelle eterostrutture magnetiche a film sottili e per la superconduttività ad alta temperatura.